# الکساندر ایوانف (بازیکن فوتبال، زاده ۱۹۸۷)
الکساندر ایوانف (روسی: Александр Николаевич Иванов؛ زادهٔ ۲۱ ژوئیهٔ ۱۹۸۷) بازیکن فوتبال اهل روسیه است.